# Pimentel (Peru)

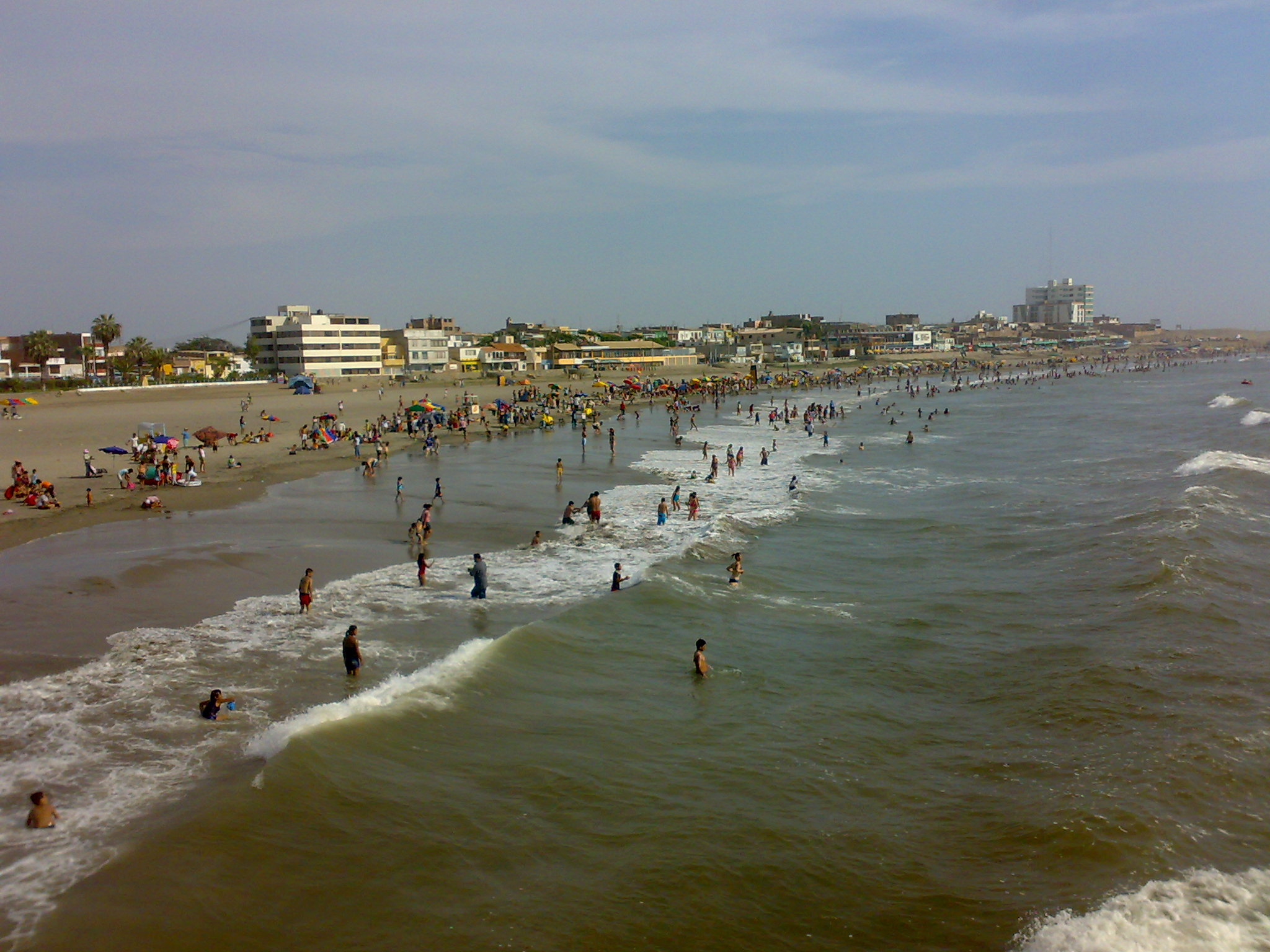
Strand von Pimentel

Pimentel ist eine Stadt in der Provinz Chiclayo in der Region Lambayeque in Nordwest-Peru. Pimentel ist Verwaltungssitz des gleichnamigen Distrikts. Die Stadt hatte beim Zensus 2017 23.335 Einwohner, 10 Jahre zuvor 22.886.

## Geographische Lage
Die auf einer Höhe von 9 m gelegene Stadt befindet sich an der Pazifikküste. Das Stadtzentrum der Regionshauptstadt Chiclayo liegt 13 km nordöstlich von Pimentel. Die Küste von Pimentel ist mit Stränden gesäumt.

## Geschichte
Der Hafen der Stadt war Ausgangspunkt einer Eisenbahn, die im letzten Viertel des 19. Jahrhunderts errichtet wurde und nach Chiclayo führte. Diese wurde 1916 durch die Bahnstrecke Pimentel–Pucalá ersetzt, die bis 1982 betrieben wurde.

## Persönlichkeiten der Stadt
- José Abelardo Quiñones, peruanischer Flieger und Nationalheld